# Joaquín Pérez de las Heras
Joaquín Pérez de las Heras (Ameca, 25 de octubre de 1936-El Paso, Estados Unidos, 20 de mayo de 2011) fue un jinete mexicano que compitió en la modalidad de salto ecuestre.
Participó en tres Juegos Olímpicos de Verano entre los años 1968 y 1980, obteniendo dos medallas de bronce en Moscú 1980, en las pruebas individual y por equipos. Ganó una medalla de plata en los Juegos Panamericanos de 1971.

## Palmarés internacional
| Juegos Olímpicos     | Juegos Olímpicos | Juegos Olímpicos  | Juegos Olímpicos |
| Año                  | Lugar            | Medalla           | Categoría        |
| -------------------- | ---------------- | ----------------- | ---------------- |
| 1980                 | Moscú (URSS)     | Medalla de bronce | Individual       |
| 1980                 | Moscú (URSS)     | Medalla de bronce | Por equipos      |
| Juegos Panamericanos |                  |                   |                  |
| Año                  | Lugar            | Medalla           | Categoría        |
| 1971                 | Cali (Colombia)  | Medalla de plata  | Por equipos      |